# جون هينز
جون هينز (بالإنجليزية: John Haines)‏ هو شاعر أمريكي، ولد في 29 يونيو 1924 في نورفولك في الولايات المتحدة، وتوفي في 2 مارس 2011 في فيربانكس في الولايات المتحدة.

## وصلات خارجية
- جون هينز على موقع أرشيف الشارخ.